# Regensburger Zwergginster
Der Regensburger Zwergginster (Cytisus ratisbonensis Schaeff., Syn.: Chamaecytisus ratisbonensis (Schaeff.) Rothm.), auch Seidenhaar-Zwergginster oder Zwillings-Zwergginster genannt, ist eine Pflanzenart aus der Gattung Geißklee (Cytisus) innerhalb der Familie der Hülsenfrüchtler (Fabaceae).

## Beschreibung

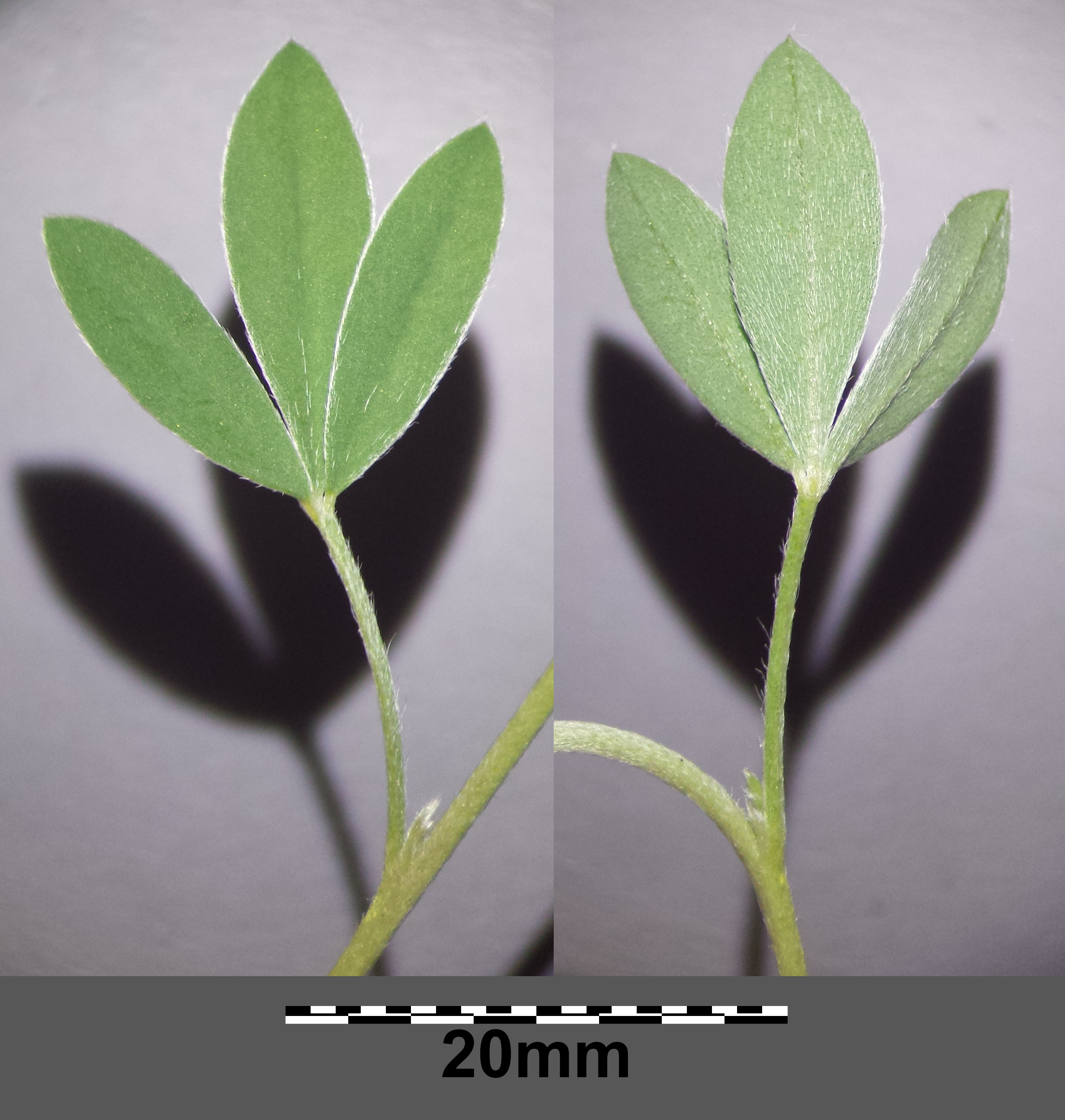
Gestieltes Laubblatt, Ober- und Unterseite

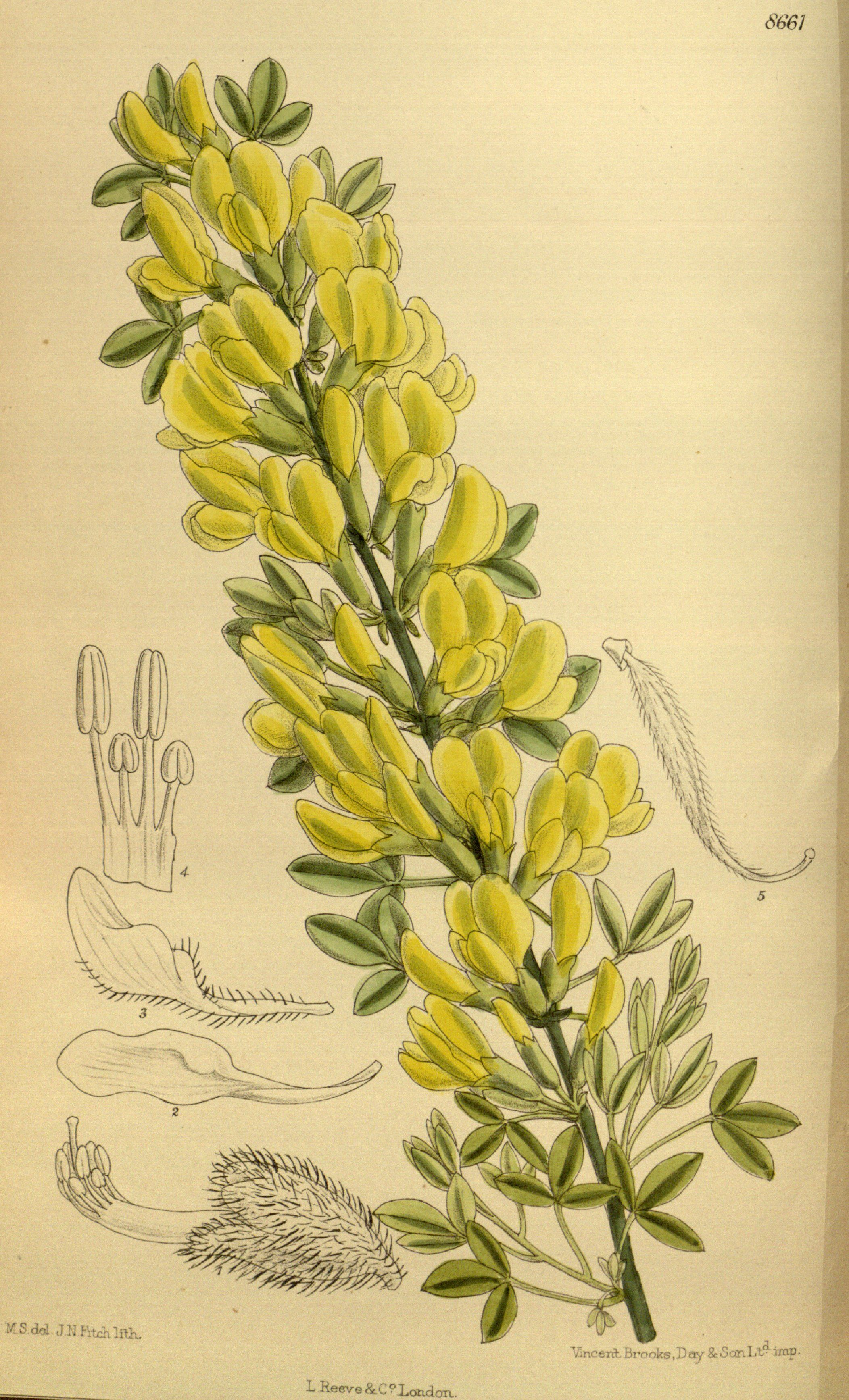
Illustration

### Vegetative Merkmale
Der Regensburger Zwergginster ist eine sommergrüne, verholzende Pflanze, wächst als Strauch und erreicht Wuchshöhen von 10 bis 30, selten bis zu 50 Zentimetern. Die rundlichen Äste sind unbedornt. Junge Sprossachsen sind anliegend grau behaart.
Die wechselständig angeordneten Laubblätter sind in Blattstiel und -spreite gegliedert. Der Blattstiel ist relativ lang. Die Blattspreite ist dreizählig gefiedert, wobei die Fiederblättchen 1 bis 2 Zentimeter lang sind. Die Blattoberseite ist meist kahl und dunkelgrün; vor allem die -unterseite ist dicht behaart.

### Generative Merkmale
Die Blütezeit reicht von April bis Juni, oft auch noch ein zweites Mal von September bis Oktober. Die Blüten stehen einzeln oder zu zweit bis dritt in seitenständigen Büscheln an Kurztrieben im oberen Teil der Zweige.
Die zwittrige Blüte ist zygomorph und fünfzählig mit doppelter Blütenhülle. Die Blütenkrone hat die typische Form einer Schmetterlingsblüte, sie ist hell-gelb und etwa 2 Zentimeter lang. Die Fahne besitzt einen bräunlichen Fleck und ist deutlich länger als Schiffchen und Flügel.
Die bei Reife dunkel-braunen Hülsenfrüchte beginnen ab August zu reifen sind dicht behaart und 25 bis 30 Millimeter lang sowie etwa 5 Millimeter breit. Die Samen sind etwa 2,5 Millimeter groß, abgeflacht eiförmig, glänzend hell-braun und mit Nabelwulst.
Die Chromosomenzahl beträgt 2n = 48.

## Ökologie
Beim Regensburger Zwergginster handelt es sich um einen Chamaephyten, aber eigentlich um einen Nanophanerophyten.
Der Regensburger Zwergginster ist Futterpflanze für die Raupen des sehr selten gewordenen Orangeroten Heufalters.

## Vorkommen
Das Verbreitungsgebiet umfasst südliches Mitteleuropa und Südosteuropa bis zur Ukraine. Der Regensburger Zwergginster hat ursprüngliche Vorkommen in den Ländern Deutschland, Österreich, Polen in der früheren Tschechoslowakei, Ungarn, Rumänien, Bulgarien, Moldau, Ukraine und in Belarus. In Deutschland kommt er nur in Bayern und hier außerhalb der Alpen vor.
Der Regensburger Zwergginster ist in Österreich häufig im pannonischen Gebiet (Bundesländer Wien, Niederösterreich und Burgenland), selten in Oberösterreich.
Standorte dieser wärmeliebenden Pflanze sind meist trockenwarme Gebüsche und Wälder, Trockenrasen, Bahndämme und Steinbrüche. Sie zeigt nährstoffarme, magere Böden an. Der Regensburger Zwergginster kommt in Pflanzengesellschaften des Erico-Pinion-Verbands, auch im Pyrolo-Pinetum, im Cytiso supini-Callunetum oder im Adonido-Brachypodietum vor.

## Taxonomie
Die Erstveröffentlichung erfolgte 1760 unter dem Namen (Basionym) Cytisus ratisbonensis durch Jacob Christian Schäffer in Bot. Exped. tab. prim. lib. Das Artepitheton ratisbonensis bezieht sich auf die Stadt Regensburg (= Ratisbona). Die Neukombination zu Chamaecytisus ratisbonensis (Schaeff.) Rothm. wurde 1944 in Feddes Repertorium Specierum Novarum Regni Vegetabilis, Band 53, Seite 143 veröffentlicht. Jedoch gehört diese Art zur Gattung Cytisus.

## Nutzung
Der Regensburger Zwergginster wird gelegentlich auch als Ziergehölz angepflanzt (Seidenhaar-Geißklee).

## Bilder

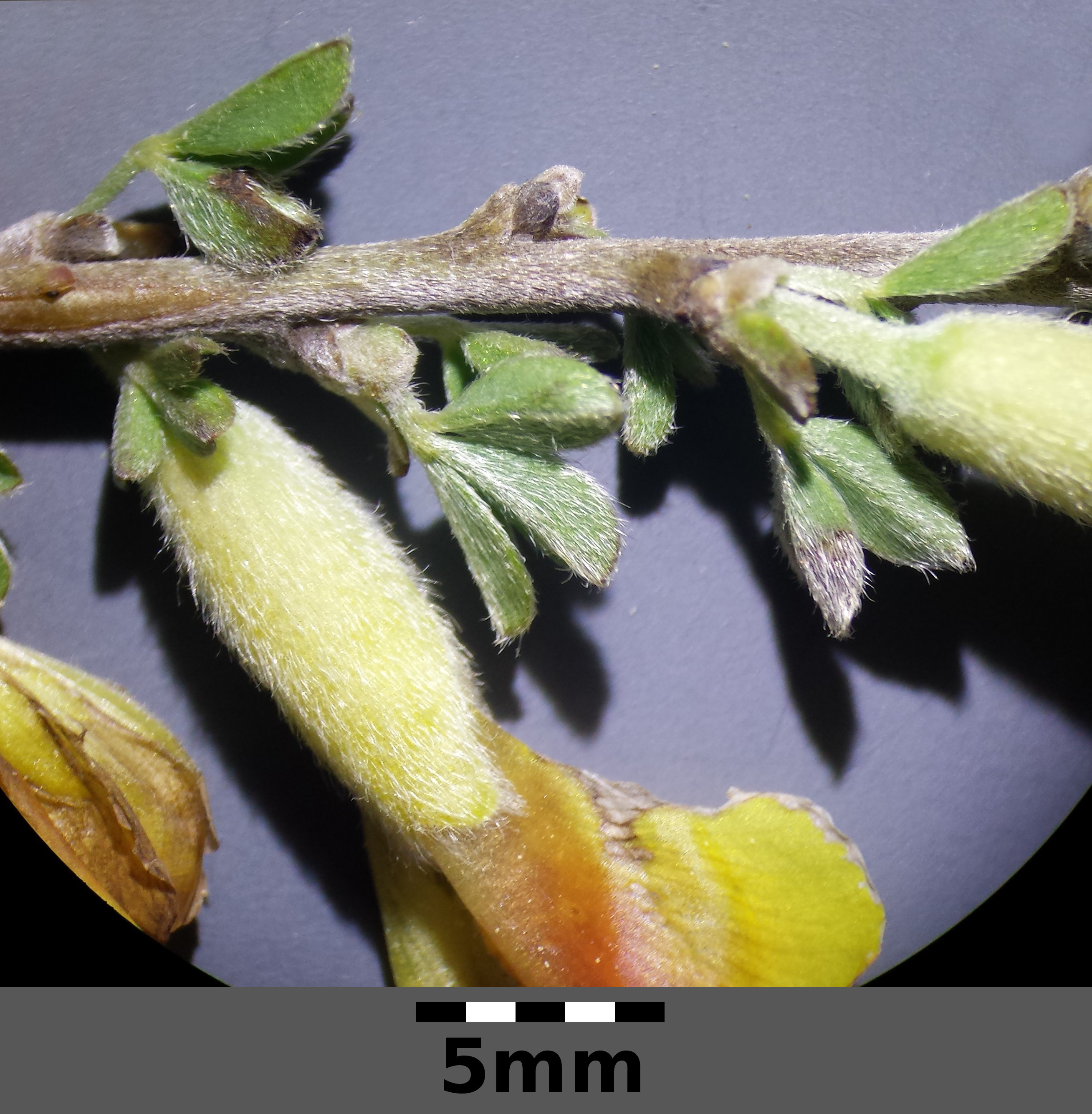
Sprossachse und Laubblätter sind anliegend seidig behaart.
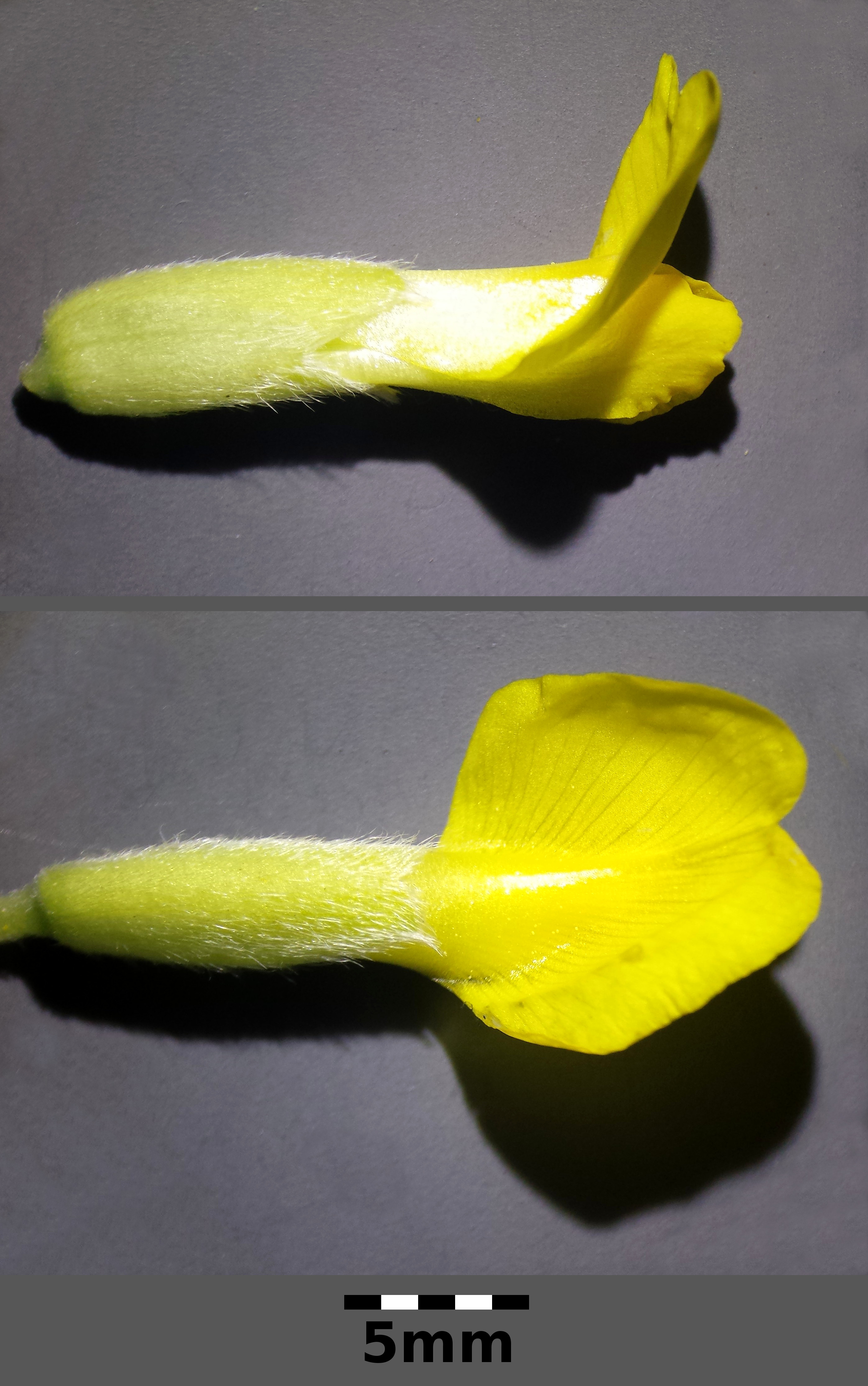
Zygomorpe Blüte: der Kelch ist anliegend seidig behaart und die Fahne kahl.